# Ornella Volta
Pour les articles homonymes, voir Volta.
Ornella Volta (née Ornella Vasio le 1er janvier 1927 à Trieste et morte le 16 août 2020,, à Paris) est une musicologue, essayiste, personnalité de la radio et traductrice italienne.

## Biographie
Journaliste et écrivain diplômée en cinématographie, Ornella Volta, épouse du photographe Pablo Volta, s'installe en 1957 à Paris. Elle est une amie de Federico Fellini avec qui elle a collaboré pour son film Les Clowns (1970) en effectuant des recherches sur le cirque et en se chargeant de la version française des dialogues. Elle a également été adjointe à la réalisation du film de Luigi Comencini La Belle de Rome (1955). Dans les années 1960, elle a publié des livres dédiés au fantastique, tels Vampires parmi nous (publié par Feltrinelli en 1960), Le Vampire (1962, Pauvert), Frankenstein & Company (1965, Sugar). Elle a collaboré à de nombreux magazines dont Vogue, Quindici, Il Delatore.
Principale spécialiste d'Erik Satie, elle crée en 1981 la Fondation Erik Satie , sise à son domicile parisien. En 2000, elle veille à ce que l'important fonds d'archives de la fondation soit donné aux Archives Nationales qui en confient la conservation à l'IMEC. Elle organise de nombreuses expositions autour d'Erik Satie et s'implique dans l'ouverture de musées consacrés à Erik Satie : les Maisons Satie à Honfleur ouvertes en 1998, et le « Placard », reconstitution de la chambre du compositeur à Montmartre, 6, rue Cortot, « plus petit musée du monde » (3m2), lequel a dû fermer en 2008 faute de subventions.
Ornella Volta est membre de l'Iliazd-Club et Régente du Collège de 'Pataphysique.

### Ouvrages d'Ornella Volta

#### Ouvrages généraux
- Ornella Volta, Le vampire : la mort, le sang, la peur, Paris, J.-J. Pauvert, 1962, 234 p. (Bibliothèque internationale d'érotologie, no 8)
- Ornella Volta, Guide de l'au-delà, Paris, Balland, 1972, 340 p.
- Ornella Volta, Brèves rencontres avec André Breton, avec vingt-deux photographies de Pablo Volta, Paris, Editions du Placard, 2003, 22 p. (ISBN 2-907523-02-3)

#### Autour d'Erik Satie
- Erik Satie, Écrits, réunis, présentés et établis par Ornella Volta, Paris, Champ-Libre, 1977, 2 éd. augmentée et corrigée, 1981, 392 p.  (ISBN 2-85184-073-8)
- Ornella Volta, Erik Satie, Paris, Seghers, 1979, 160 p. (collection Seghers/Humour)
- Ornella Volta, L'Ymagier d'Erik Satie, Paris, Francis van de Velde, 1979, 124 p. (ISBN 2-86299-007-8)
- Ornella Volta, Satie et la danse, Paris, Plume, 1992, 206 p. (ISBN 2-7021-2160-8) [8]
- Ornella Volta, Satie/Cocteau : les malentendus d'une entente, Paris, Le Castor astral, 1993, 176 p. (ISBN 2-85920-208-0)
- Ornella Volta, Erik Satie, Paris, Hazan, 1997, 197 p. (ISBN 2-85025-564-5) [9]
- Erik Satie, Le Piège de Méduse, présentation d'Ornella Volta, orchestre des Concerts Lamoureux, direction : Aldo Ciccolini, avec Mady Mesplé, Nicolaï Gedda, Gabriel Bacquier, livre-CD, Paris, Le Castor astral, 1998, 78 p. + disque compact  (ISBN 2-85920-327-3)
- Ornella Volta, La banlieue d'Erik Satie, Paris, Macadam & Cie, 1999, 112 p. (ISBN 2-913782-00-0)
- Ornella Volta, Erik Satie, Correspondance presque complète, Paris, Fayard, 2000, 1234 p. (ISBN 2-213-60674-9) [10] Ornella Volta s'est vu décerner le Prix Sévigné 2001 pour cet ouvrage

## Expositions autour d'Erik Satie
- 27 mars-9 mai 1976 : Satie op papier, Stedelijk Museum, Amsterdam.
- décembre 1982-avril 1983 : Erik Satie à Montmartre, Musée Montmartre, Paris.
- 10-30 mai 1988 : Erik Satie et la tradition populaire, Musées des Arts et Traditions Populaires, Paris.
- 6 mars-9 avril 1990 : Le Groupe des Six et ses amis. 70eanniversaire, Hôtel Arturo Lopez, Neuilly-sur-Seine.
- 30 septembre-30 octobre 1995 : Erik Satie. Bibliographie raisonnée. Première exposition bibliographique autour d'Erik Satie, Bibliothèque Municipale Louis Pergaud, Arcueil.
- 19 septembre-10 novembre 1996 : Erik Satie del Chat Noir a Dadá, IVAM Centro Julio Gonzalez, Valencia.
- 15 mars-3 avril 2000 : Erik Satie de Montmartre à Montparnasse, Musée d'Art Daimaru, Osaka.
- 27 avril-22 mai 2000 : Erik Satie de Montmartre à Montparnasse, Musée d'Art Isetan, Tokyo.
- 17 juin-18 septembre 2000 : Satie sur scène, Musée Eugène Boudin, Honfleur.
- 21 juin-10 septembre 2000 : Variations Satie, IMEC, Caen.

## Distinctions
- 2001 : Prix Sévigné.